# Stestjärnen
Stestjärnen är en sjö i Falu kommun i Dalarna och ingår i Gavleåns huvudavrinningsområde.